# Фентресс (округ, Теннессі)
Шаблон:StateAbbr_ 36°22′50″ пн. ш. 84°55′57″ зх. д. / 36.380555555556° пн. ш. 84.9325° зх. д.
Округ  Фентресс (англ. Fentress County) — округ (графство) у штаті  Теннессі, США. Ідентифікатор округу 47049.

## Історія
Округ утворений 1823 року.

## Демографія
За даними перепису 2000 року загальне населення округу становило 16625 осіб, усе сільське. Серед мешканців округу чоловіків було 8151, а жінок — 8474. В окрузі було 6693 домогосподарства, 4819 родин, які мешкали в 7598 будинках. Середній розмір родини становив 2,94.
Віковий розподіл населення поданий у таблиці:
| Стать    | До 15 років | 15-21 | 22-29 | 30-39 | 40-49 | 50-65 | 65-85 | Понад 85 |
| -------- | ----------- | ----- | ----- | ----- | ----- | ----- | ----- | -------- |
| Чоловіки | 1717        | 782   | 767   | 1185  | 1204  | 1533  | 869   | 94       |
| Жінки    | 1591        | 738   | 836   | 1178  | 1230  | 1594  | 1133  | 174      |

## Суміжні округи
- Пікетт — північ
- Скотт — схід
- Морган — південний схід
- Камберленд — південь
- Овертон — захід
- Патнем — південний захід

## Виноски
1. ↑  https://www.sos.tn.gov/products/tsla/county-formation-acts-tennessee-fentress-county
2. ↑  U.S. Decennial Census. United States Census Bureau. Архів оригіналу за 26 квітня 2015. Процитовано 4 квітня 2015.
3. ↑  Historical Census Browser. University of Virginia Library. Архів оригіналу за 11 серпня 2012. Процитовано 4 квітня 2015.
4. ↑  Forstall, Richard L., ред. (27 березня 1995). Population of Counties by Decennial Census: 1900 to 1990. United States Census Bureau. Процитовано 4 квітня 2015.
5. ↑  Census 2000 PHC-T-4. Ranking Tables for Counties: 1990 and 2000 (PDF). United States Census Bureau. 2 квітня 2001. Процитовано 4 квітня 2015.
6. ↑  State & County QuickFacts. United States Census Bureau. Архів оригіналу за 7 червня 2011. Процитовано 29 листопада 2013. [Архівовано 2011-06-07 у Wayback Machine.](англ.) Наведено за англійською вікіпедією.
7. ↑  American FactFinder. Бюро перепису населення США. Архів оригіналу за 26 лютого 2012. Процитовано 31 січня 2008. [Архівовано 2008-05-21 у Wayback Machine.]

| США | Це незавершена стаття з географії США. Ви можете допомогти проєкту, виправивши або дописавши її. |